# Johan Märak
Johan Märak (Lillsele, 1928 – 2019. november 15.) számi származású svéd evangélikus lelkész, bibliafordító, énekes. Aktív szolgálata idején lakóhelyén, Jokkmokkban hirdette az igét, a svéd mellett északi és lulei számi nyelven is.
Ganijvarréban született 1928-ban, amit svédül Lillselének neveznek. Szülei réntartók és földművesek voltak, sokat hallott vadász- és mitológiai történeteket tőlük. A joikázást (számi dalok éneklését) is a szülői házból hozta.
Később Uppsalában teológiát tanult, majd visszahelyezték szülőföldjére, hogy a számik között az anyanyelvükön is hirdethesse az igét. A 2003-ban kiadott lulei számi Újszövetség egyik fordítója volt.